# Tinodes sylvia
Tinodes sylvia là một loài Trichoptera trong họ Psychomyiidae. Chúng phân bố ở miền Cổ bắc.